# Pablo G. Lorentz
Paul Günther ou Pablo Lorentz (ou Paul Günther Lorentz) (Kahla, Saxônia, 30 de agosto de 1835 – Concepción del Uruguay, 6 de outubro de 1881) foi um botânico, micólogo, algólogo alemão que desenvolveu boa parte de sua carreira na  Argentina.

## Biografia
Lorentz cursou seus estudos primários em Altenburg e, em 1885, seguiu estudos teológicos em Jena e Erlangen, Alemanha.
Ingressou na Universidade de Munique, para cursar estudos universitários, e obteve um doutorado em 1860, com uma tese que se converteu no primeiro estudo  biogeográfico que se conhece.
Lorentz se especializou no estudo dos musgos, viajando pela Europa e coletando em diversas regiões, ocupou uma cátedra na Universidade de Munique.
Foi para Córdoba contratado pela Academia Nacional de Ciências de Córdoba como Professor de Botânica, selecionado por Hermann Burmeister. Realizou viagens de exploração pelo sul da Bolívia e coletava exemplares de espécies botânicas para fundar o herbário do Museu de Botânica. Enviou espécimes para August Grisebach, com os quais confeccionaram os primeiros tratados de botânica sistemática do país, publicando Symbolae ad floram argentinae em 1879.
Seu ajudante Jorge Hieronymus substituiu Lorentz quando este deixou a cátedra de botânica, sendo um destacado botânico de grande experiência.
Em 1874, devido a uma série de desavenças pessoais, saiu da Academia de Ciências de Córdoba. Não pode produzir parte da Expedição científica ao Chaco por razões de enfermidade. Nicolás Avellaneda, ao assumir como Presidente da República Argentina em 1875, designou  Lorentz como professor de botânica no Colégio Nacional de Concepción del Uruguay; sempre manteve contatos com Jorge Hieronymus e outros colegas.
Além de sua atividade docente, Lorentz realizou várias expedições pela  Mesopotâmia e o  Chaco, e apresentou sua obra Cuadro de la vegetación de la República Argentina, sendo o início dos estudos fitogeográficos no país.
Em 1878, Lorentz publicou uma segunda obra botânica e florística, chamada La vegetación del nordeste de la Provincia de Entre Ríos, que repassou praticamente toda a flora provincial e incluiu o estudo das formações vegetais da região.
Em 1879, participou como expedicionário na "Expedición al Río Negro", comandada por Julio Argentino Roca junto com Adolfo Doering, La Conquista del Desierto. Diarios de los miembros de la Comisión Científica en la expedición de 1879.
A Comissão Diretiva da Academia de Ciências de Córdoba sugeriu ao governo federal a participação de alguns de seus membros na expedição, para obter material zoológico, botânico e geológico desses territórios. Lorentz regressou logo a  Entre Ríos, onde adoeceu gravemente.
A maior parte dos trabalhos de Lorentz estão escritos em alemão e foram perdidos definitivamente após sua morte. Entretanto, suas coleções botânicas formaram a base do conhecimento da flora argentina, em especial da zona central do país.

## Obras
- Beiträge zur Biologie und Geographie der Moose, München 1860 (Promotionsschrift)
- Moosstudien, Leipzig 1864
- Verzeichnis der europäischen Laubmoose, Stuttgart 1865 (Digitalisat des Real Jardín Botánico)
- Grundlinien der vergleichenden Anatomie der Laubmoose. In: Jahrbuch für wissenschaftliche Botanik 6, 1867; Seiten 863–466.
- Studien zur Anatomie des Querschnitts der Laubmoose, Berlin 1869
- Die Vegetationsverhältnisse der Argentinischen Republik. In: Richard Napp: Die Republik Argentinien. Buenos Aires 1876; Seiten 86–149.
- La vegetación de la prov. de Entre-Rios, 1978

## Literatura
- Wunschmann, Ernst: Büchmann, Georg. In: Allgemeine Deutsche Biographie (ADB). Band 52, Duncker & Humblot, Leipzig 1906, S. 76–78.
- Mägdefrau, Karl: Lorentz, Paul Günther. In: Neue Deutsche Biographie (NDB). Band 15, Duncker & Humblot, Berlin 1987, S. 166 f.
- Ilse Jahn: Geschichte der Biologie. Theorien, Methoden, Institutionen, Kurzbiographien. Nikol VG Spektrum, Hamburg 2004; Seiten 890–891. ISBN 3-937872-01-9